# Bojary (Białystok)
Bojary – osiedle Białegostoku, położone na północny wschód od Centrum. Jedno z najbogatszych w zabytki białostockich osiedli. W jego zabudowie dominują stare kamienice, stare zabytkowe domy mieszkalne (także drewniane), domy powojenne oraz bloki mieszkalne. W jego skład wchodzi osiedle Kraszewskiego, które nie jest odrębną jednostką administracyjną miasta.

## Opis granic osiedla
Od al. J. Piłsudskiego, ulicą H. Sienkiewicza do ul. Towarowej, ul. Towarową do ul. Dalekiej, ul. Daleką, Skorupską, F. Chopina do ul. St. Staszica, ulicą St. Staszica do ul. św. Wojciecha, ul. św. Wojciecha do Warszawskiej, z ul. Warszawskiej w ul. Świętojańską, ulicą Świętojańską do ul. Branickiego, przez plac dr n. med. A. P. Lussy, al. J. Piłsudskiego do ul. H. Sienkiewicza.

## Ulice i place znajdujące się w granicach osiedla
Branickiego Jana Klemensa – nieparzyste 1-17E, Chopina Fryderyka – nieparzyste, Daleka – nieparzyste, Dobra, Elektryczna – parzyste 4-8, nieparzyste 1-9, Gliniana, Kamienna, Koszykowa, Kościelna, Kraszewskiego Józefa Ignacego, Łąkowa, Modlińska, Ogrodowa – nieparzyste 11-31, parzyste 10-12, Orla, Pałacowa, Piłsudskiego Józefa – nieparzyste, budynek 29, plac dr n. med. A. P. Lussy, Poprzeczna, Poznańska, Próżna, Przygodna, Ryska, Sina, Sienkiewicza Henryka – parzyste od 28, Skorupska – nieparzyste, Słomiana, Słonimska, Sobieskiego Jana III, Sowia, Sporna, Starobojarska, Stary Rynek, Staszica Stanisława – nieparzyste, parzyste 8-22, Szczygla, św. Wojciecha – nieparzyste, Świętojańska – parzyste 2A-10, Towarowa parzyste 2-2A, Warszawska – parzyste 2-52/1, nieparzyste 1A-65, Wiktorii, Wróbla, Wylotna, Złota.

## Obiekty i tereny zielone

### Zabytki
- Kościół św. Wojciecha
- Muzeum Historyczne w Białymstoku

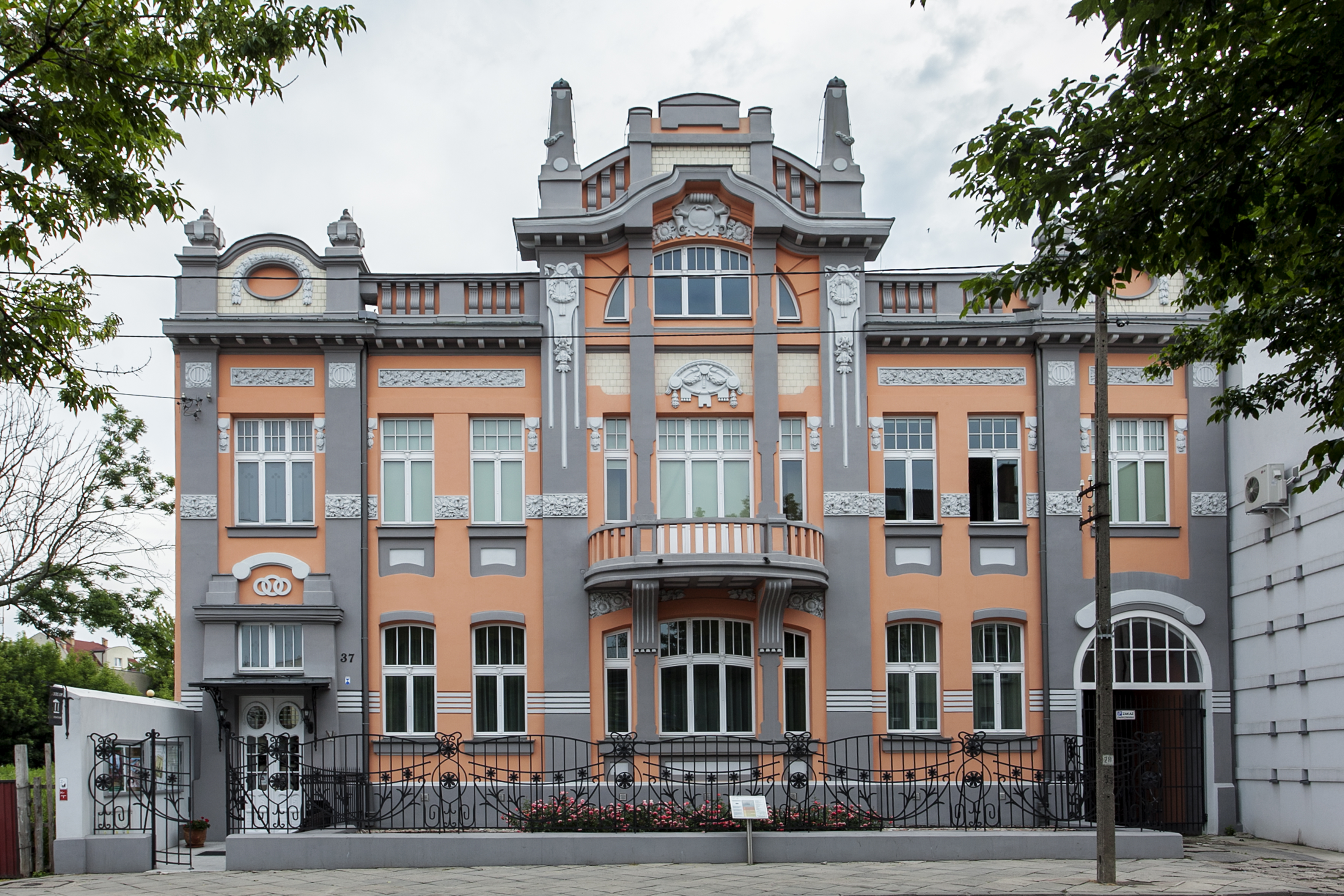
Muzeum Historyczne w Białymstoku

- VI Liceum Ogólnokształcące im. Króla Zygmunta Augusta
- Komenda Wojewódzka Państwowej Straży Pożarnej
- Zespół urbanistyczno-architektoniczny ulicy Warszawskiej
- Bank Gospodarstwa Krajowego z czasów II Rzeczypospolitej
- Stare kamienice, wille i domy (także drewniane), w tym:
  - Kamienica pana Trębickiego, obecnie siedziba Wydziału Ekonomii i Zarządzania Uniwersytetu w Białymstoku[2]
  - Kamienica M. Malinowskiego
  - Dom Zbirohowskich-Kościów
  - Kamienica J. Świńskiego
  - Kamienica A. Cytrona
  - Pałac Tryllingów
  - Katedra Teologii Katolickiej Uniwersytetu w Białymstoku

Wybrane stare kamienice i domy:
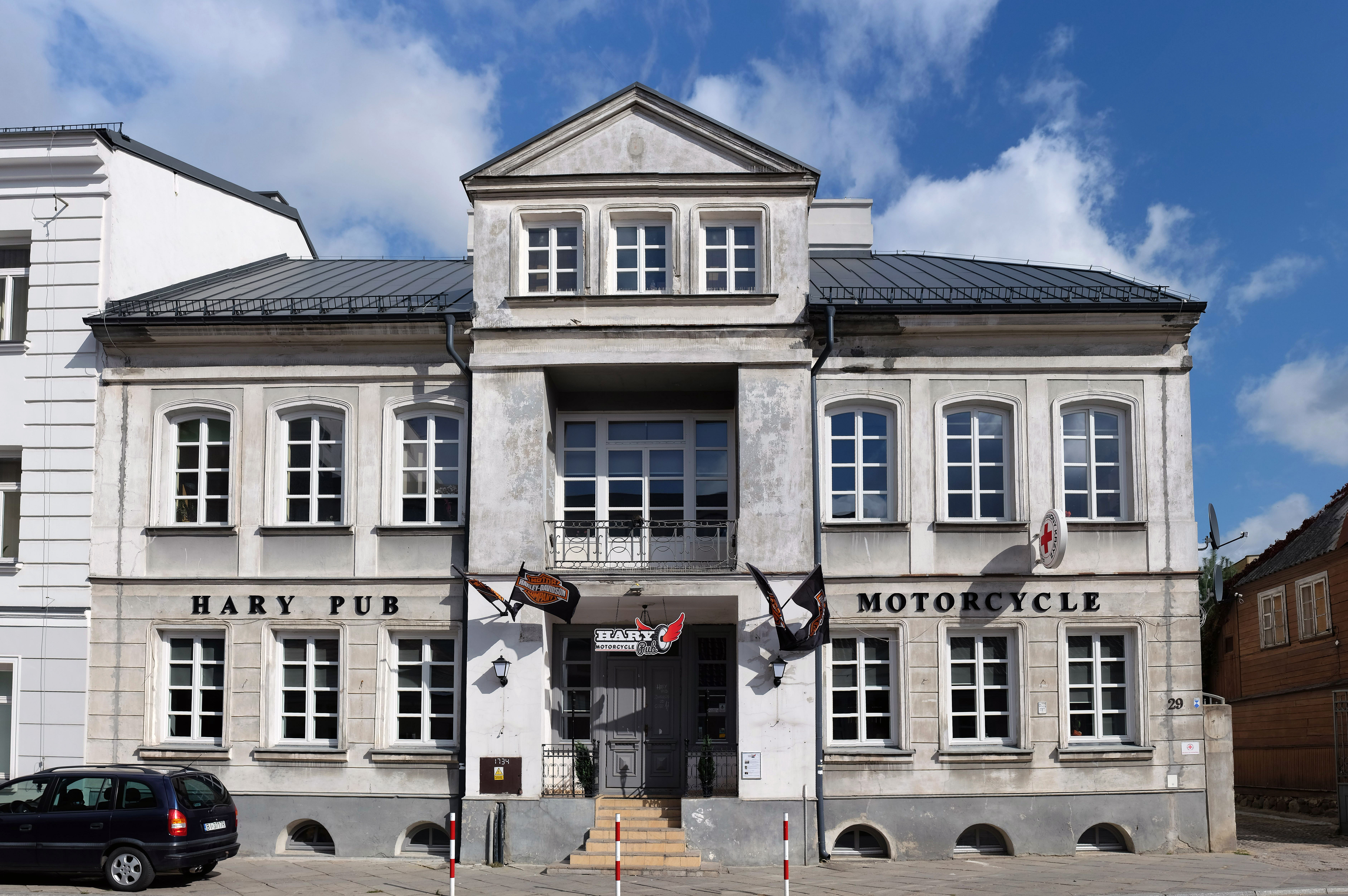
Kamienica przy ul. Warszawskiej
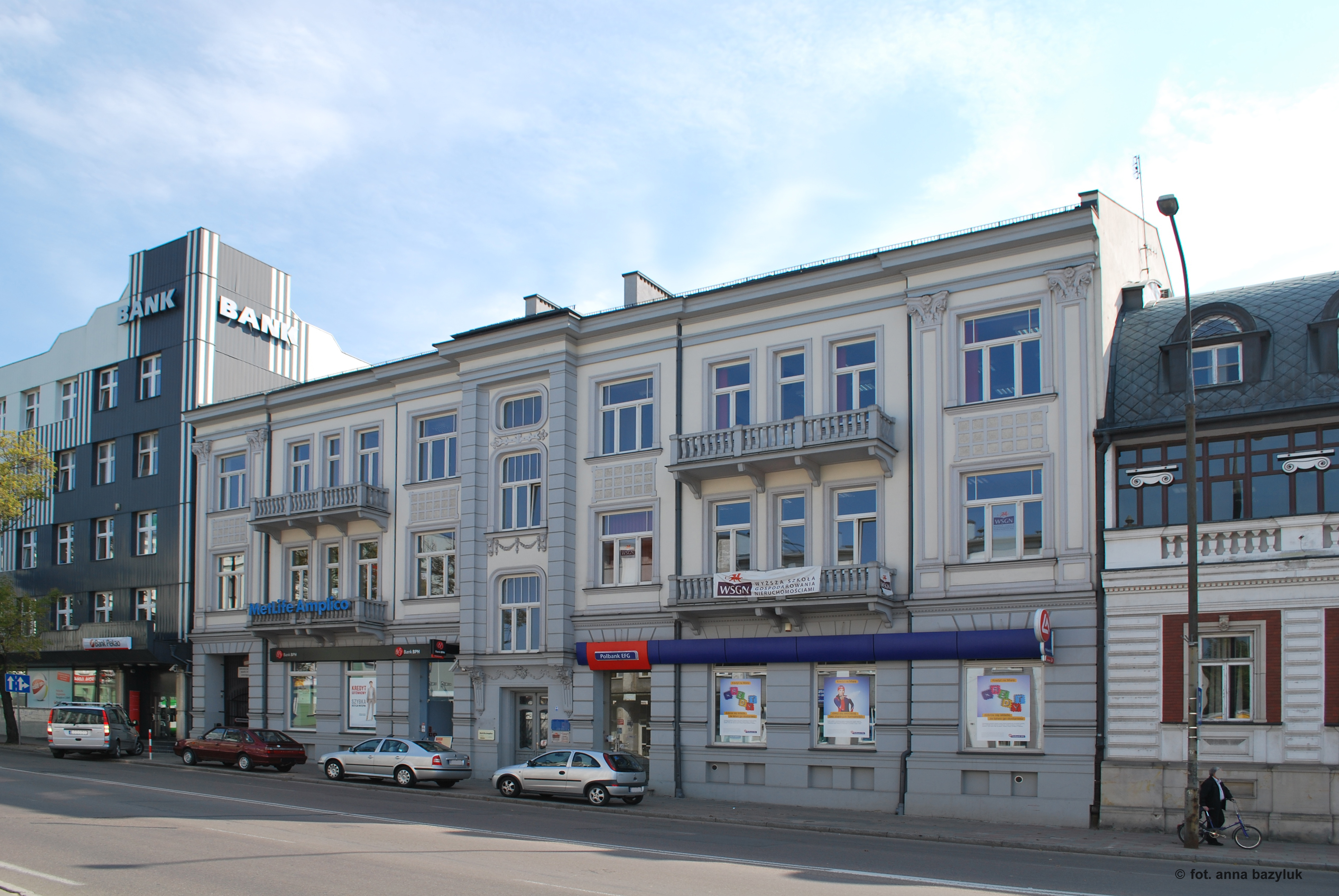
Kamienica przy ul. Sienkiewicza
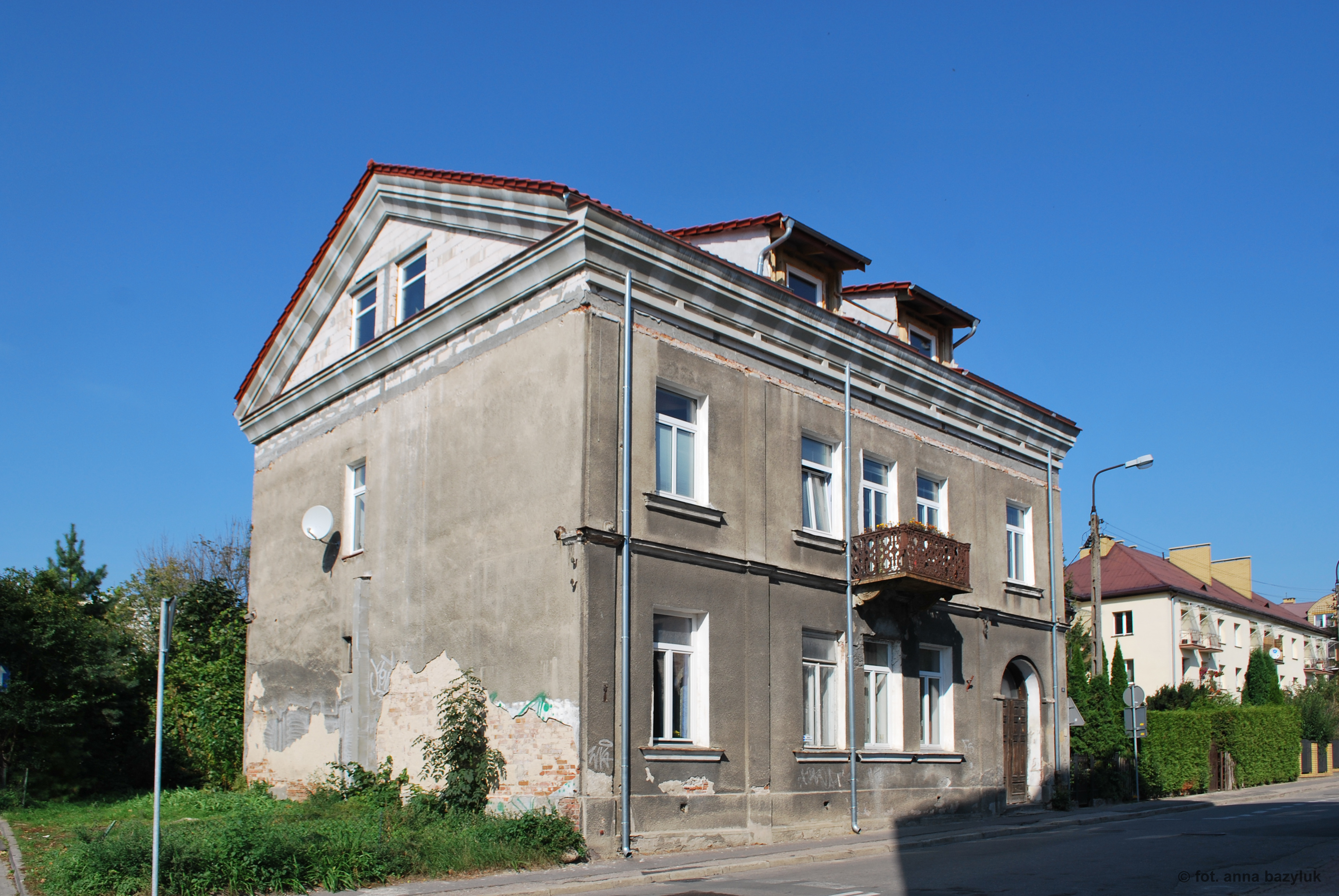
Kamieniczka przy ul. Elektrycznej
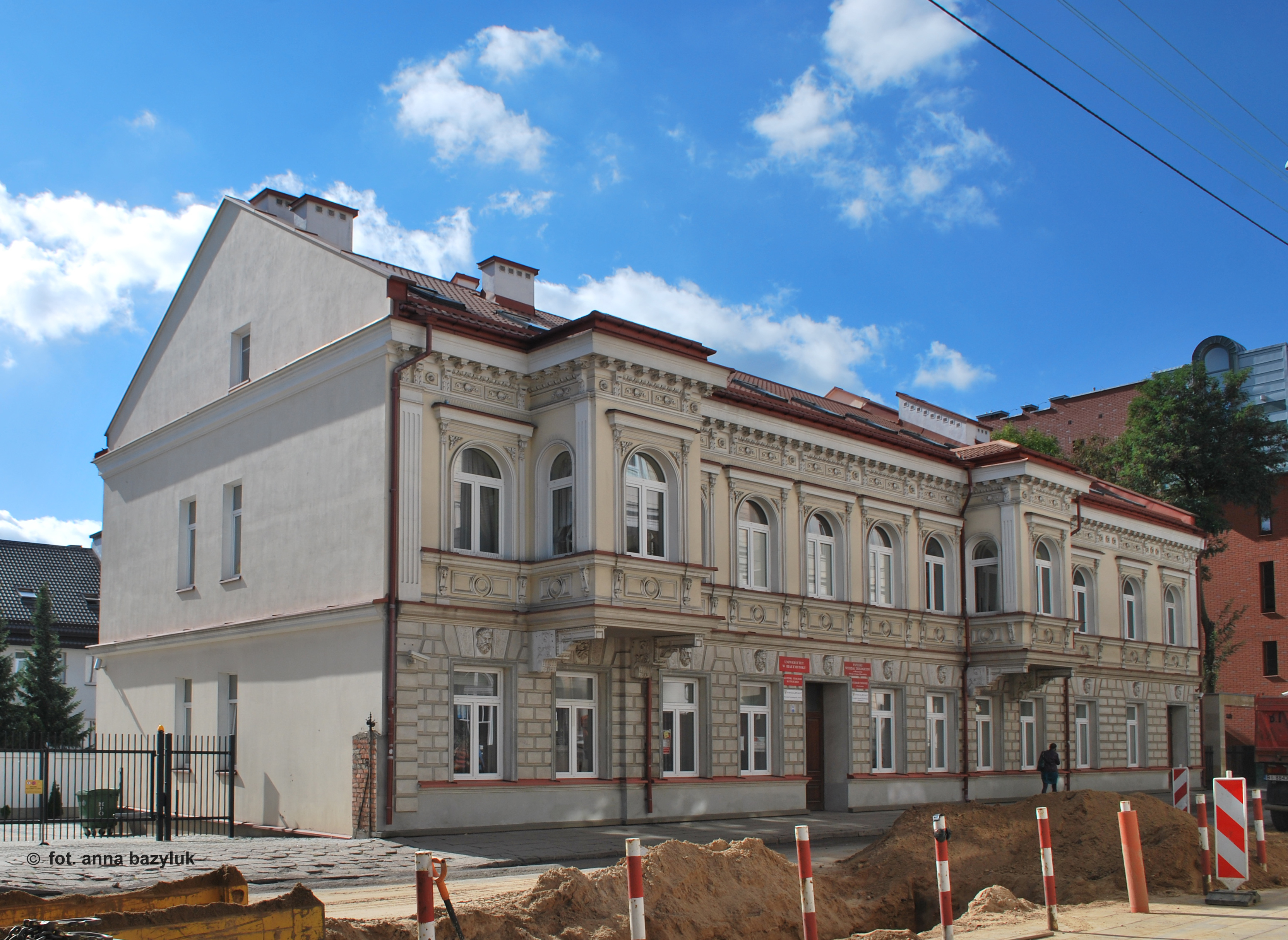
Katedra Teologii Katolickiej Uniwersytetu w Białymstoku
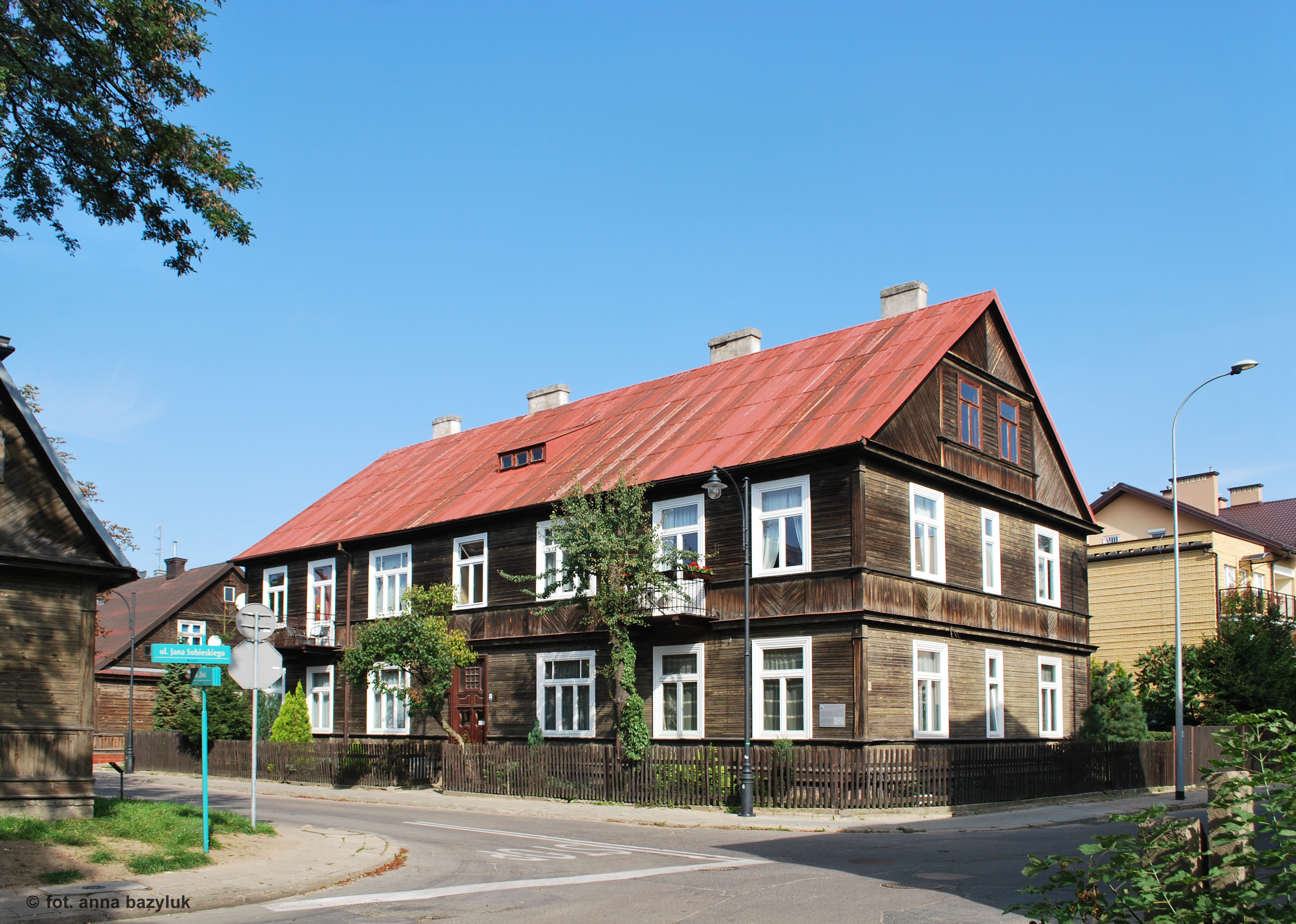
Drewniany dom przy ul. Złotej
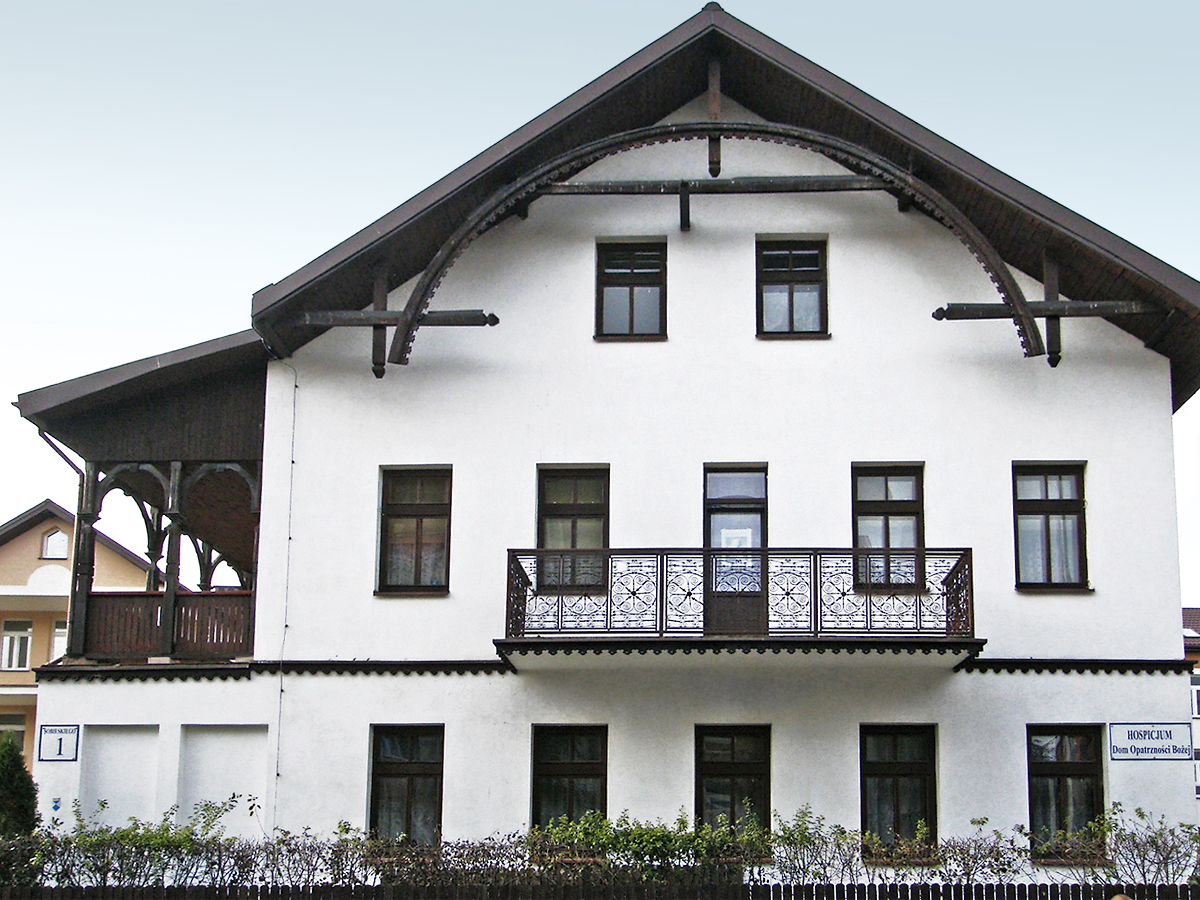
Dom przy ul. Sobieskiego, ob. hospicjum

### Szkoły i uczelnie

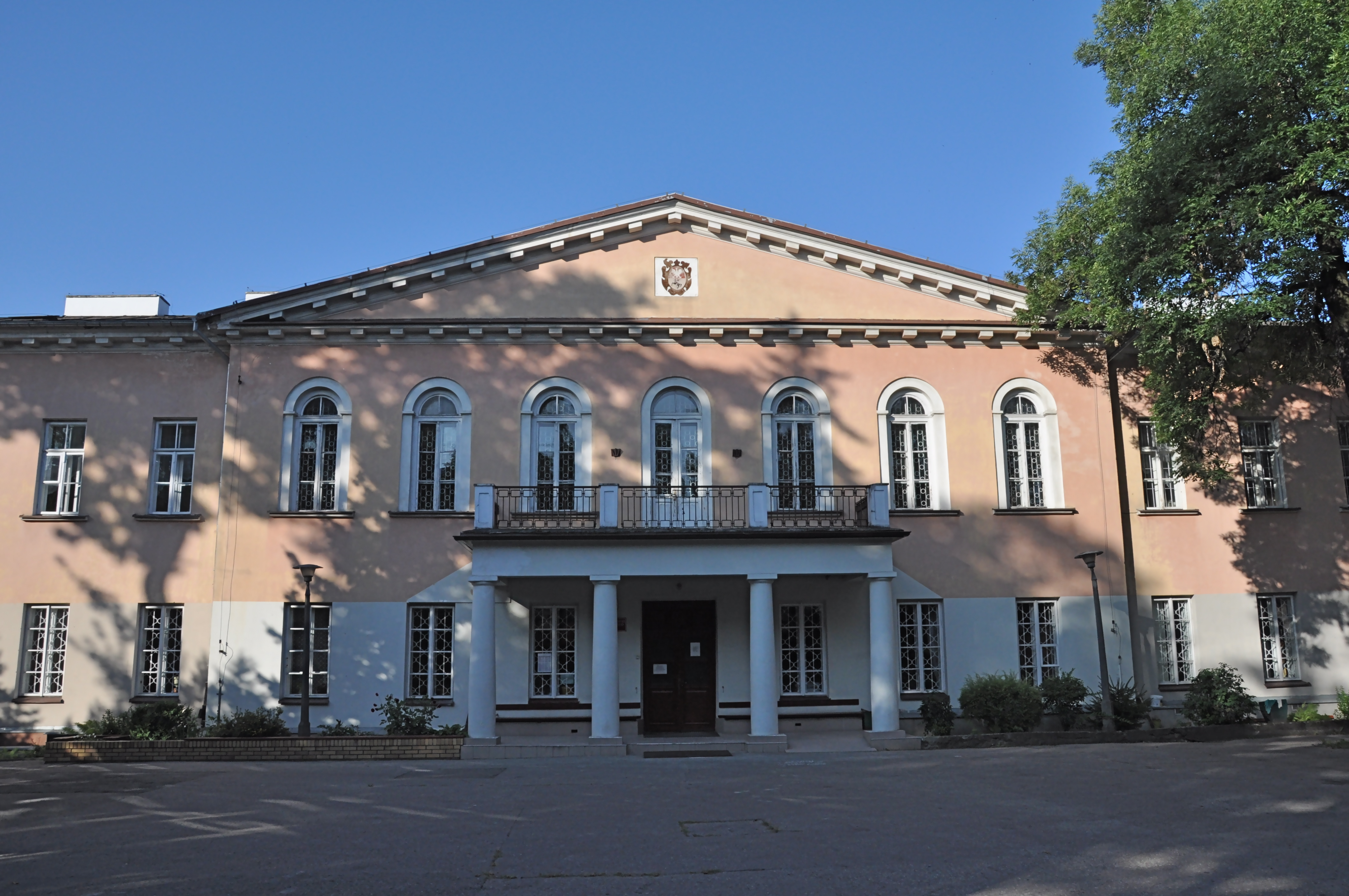
VI Liceum Ogólnokształcące im. Króla Zygmunta Augusta

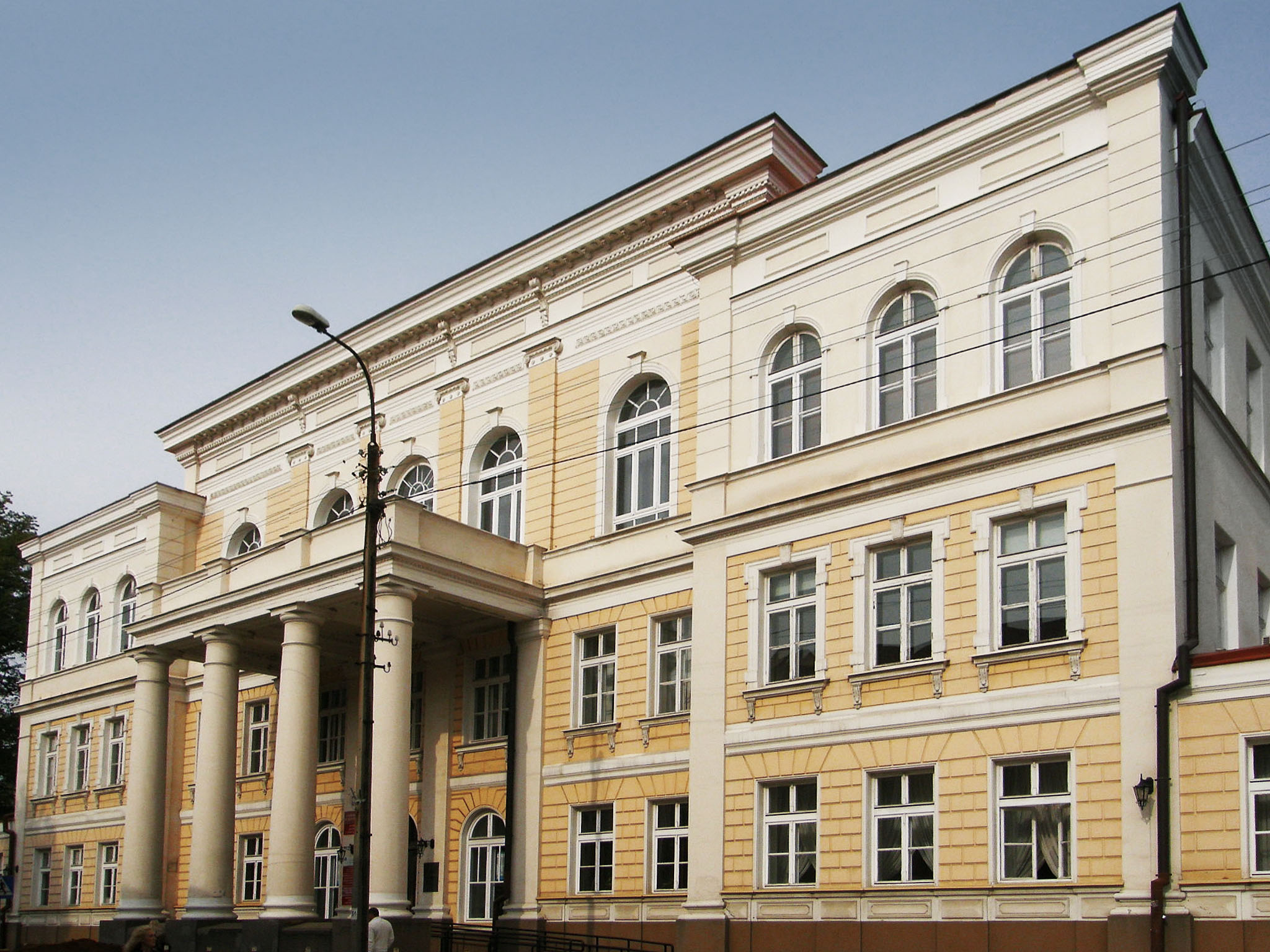
Kamienica pana Trębickiego, obecnie siedziba Wydziału Ekonomii i Zarządzania UwB

- Szkoła Podstawowa Nr 5 im. Władysława Broniewskiego – ul. Kamienna 15
- Szkoła Podstawowa (specjalna) Nr 46 – ul. Słonimska 38
- Szkoła Podstawowa Nr 30 przy Pogotowiu Opiekuńczym im. Edmunda Bojanowskiego – ul. Orla 2
- Zespół Szkół Budowlano-Geodezyjnych – ul. Słonimska 47/1
- III Liceum Ogólnokształcące im. K. K. Baczyńskiego – ul. Pałacowa 2/1
- VI Liceum Ogólnokształcące im. Króla Zygmunta Augusta – ul. Warszawska 8
- III Liceum Profilowane (Zespół Szkół Budowlano – Geodezyjnych) – ul. Słonimska 47/1
- Wydział Ekonomiczny UwB – ul. Warszawska 63
- Archidiecezjalne Wyższe Seminarium Duchowne – ul. Warszawska 46
- Niepubliczne Nauczycielskie Kolegium Języków Obcych – ul. Ogrodowa 23

### Organizacje i miejsca użytku publicznego
- Urząd Miejski – ul. Słonimska 1[3]

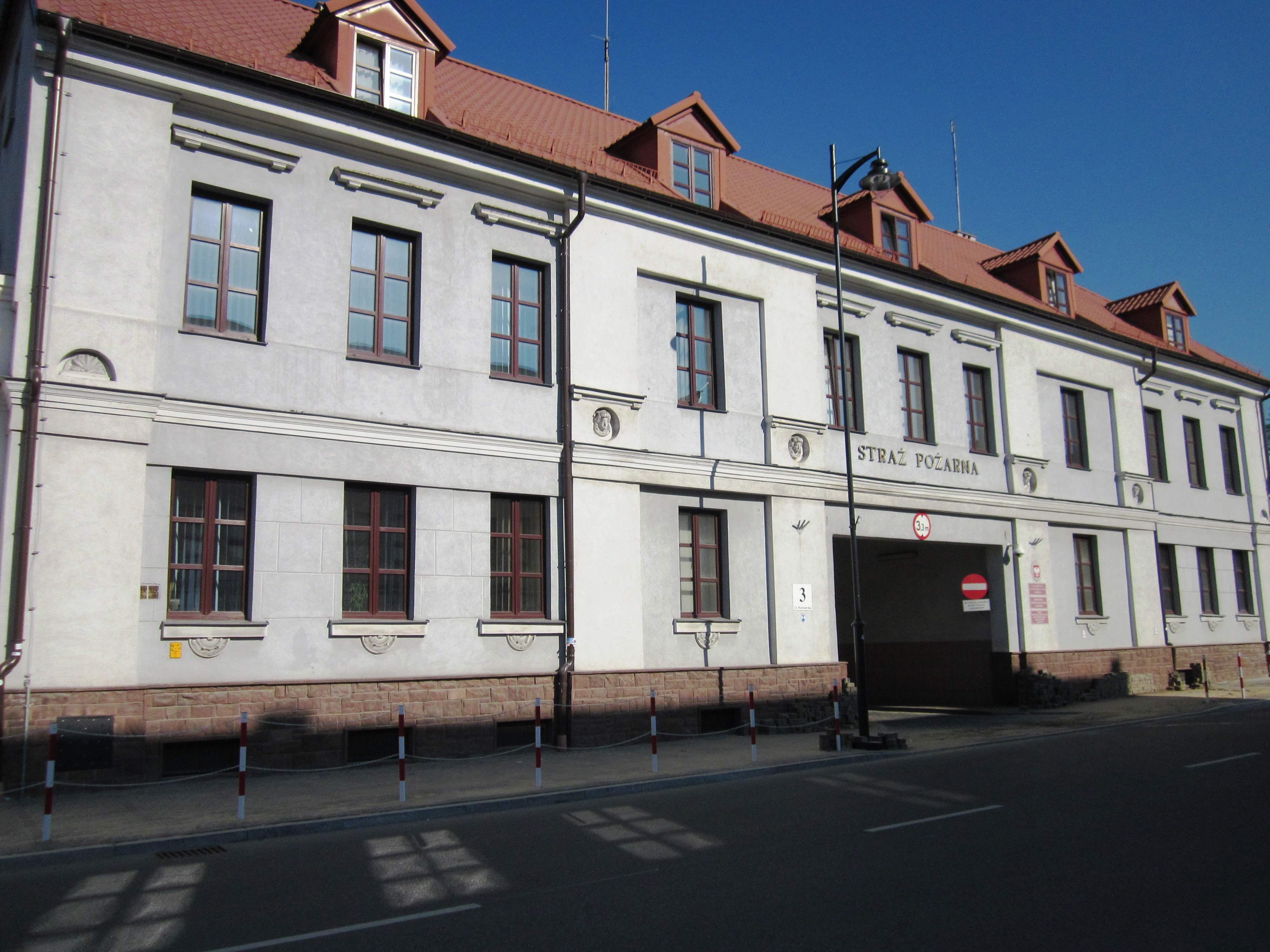
Komenda Wojewódzka Państwowej Straży Pożarnej

  - Departament Geodezji – ul. Słonimska 2/2
  - Departament Obsługi Mieszkańców, Urząd Stanu Cywilnego – ul. Branickiego 3/5
  - Departament Gospodarki Komunalnej (dawniej w budynku mieściła się Wyższa Szkoła Matematyki i Informatyki Użytkowej) – ul. Kamienna 17
- Izba Administracji Skarbowej[4] – ul. Branickiego 9
- Podlaski Narodowy Fundusz Zdrowia oddział w Białymstoku – ul. Pałacowa 3
- Podlaski zarząd okręgowy PCK – ul. Warszawska 29
- Caritas – Centrum Charytatywne – ul. Warszawska 32[5]
- Jadłodajnia i Punkt pomocy doraźnej – ul. Warszawska 47[6]
- Biblioteka filia nr 1 Książnicy Podlaskiej – ul. Dobra 12
- Biblioteka filia nr 14 Książnicy Podlaskiej – ul. Warszawska 19
- Dział zbiorów specjalnych – Czytelnia i Wypożyczalnia Książki Mówionej Książnicy Podlaskiej – ul. Ryska 1
- Białoruskie Towarzystwo Społeczno-Kulturalne. Zarząd główny – ul. Warszawska 11
- Dom Dziecka Nr 1 – ul. Słonimska 8
- Pogotowie Opiekuńcze – ul. Orla 2
- dawny szpital gruźliczy (budynek należy do Uniwersyteckiego Szpitala Klinicznego, obecnie nieużywany) – ul. Warszawska 18
- Białostockie Centrum Onkologii im. M. Skłodowskiej-Curie – ul. Ogrodowa 12
- Muzeum Historyczne w Białymstoku
- Centrum im. Ludwika Zamenhofa – ul. Warszawska 19

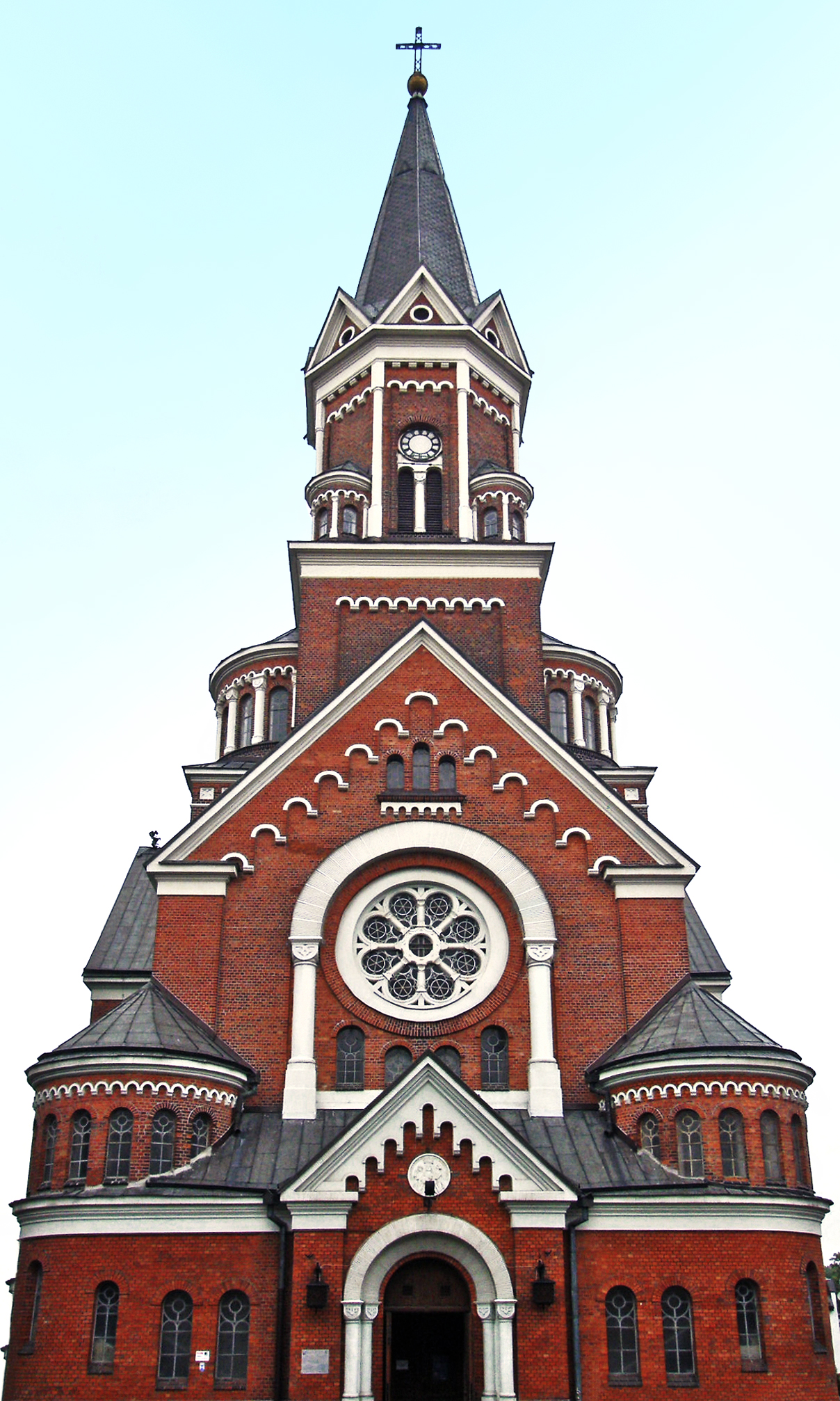
Kościół św. Wojciecha

### Świątynie i obiekty religijne
- Kościół św. Wojciecha – ul.Warszawska 46A
- Cerkiew św. Dymitra – ul. Warszawska 16
- Kościół Matki Boskiej Fatimskiej – ul. Kraszewskiego 15B
- Kościół Zielonoświątkowy – Zbór Dobra Nowina – ul. Kraszewskiego 37
- Sala Królestwa zboru Świadków Jehowy – ul. Świętojańska 10[7]

### Inne
- Hotel Gołębiewski – ul. Pałacowa 7
- Spółdzielnia Niewidomych SNB – ul. Kraszewskiego 26/2

## Media
Echo Bojar – białostocki kwartalnik sublokalny wychodzący regularnie od 1999 roku. Wydawcą jest Rada Osiedla Bojary, redaktorem naczelnym Zbigniew T. Klimaszewski.